# Consejo Paralímpico Nacional de Singapur
El Consejo Paralímpico Nacional de Singapur es el comité paralímpico nacional que representa a Singapur. Esta organización es la responsable de las actividades deportivas paralímpicas en el país. Es miembro del Comité Paralímpico Internacional y del Comité Paralímpico Asiático.